# Базельський паперовий млин
Базельський паперовий млин (нім. Basler Papiermühle) або Швейцарський музей паперу, шрифту і друкарства (нім. Schweizerisches Museum für Papier, Schrift und Druck) — музей історії ручного виробництва паперу та книгодрукування з діючим обладнанням у м. Базель, Швейцарія.

## Загальний опис
Базельська папірня була заснована у 1453 році. Музей був створений у 1980 році і розміщується у реконструйованому паперовому млині та будинку XV ст. Експозиція музею демонструє різні технології виробництва паперу, має старовинну друкарську техніку, що підтримується в робочому стані і працює для відвідувачів, які мають змогу самі здійснювати окремі технологічні процеси.
Музей має такі розділи:
- історія паперу;
- історія письма і друкарських шрифтів;
- історія друкарської та палітурної справи.

Музей проводить тематичні виставки, має наукову лабораторію.
У фондах музею зберігається десятки тисяч експонатів з історії та передісторії паперу, з історії рукописних почерків, рукописи і рукописні книги, стародруки та цінні видання, зразки мистецтва оправ, друкарські шрифти, клейма та їхні відбитки, машини та обладнання з виробництва паперу, інструменти з відливання шрифтів тощо.
У вестибюлі музею представлена продукція виробництва музею, зокрема зразки каліграфії та різні сорти паперу. На першому поверсі фотографії з текстом демонструють історію ручного виробництва паперу, починаючи з давнього Китаю.
У колишньому погребі у воді замочують сировину з якої, до заміни у ХІХ ст. деревиною, виготовляли папір: текстильні залишки, старий одяг, ганчір'я. Цю суміш розбивають дерев'яними палям, які рухаються за допомогою колеса паперового млина. Паперова маса виварюється у чанах. Цією масою відвідувачі можуть заповнити подвійні сітки, помістити їх стосом під ручний прес для видалення залишків води. Отримані аркуші паперу висушують, вирівнюють.
Одна з експозицій музею показує розвиток письма, почерків, історію різних стилів письма та шрифтів. Один із залів показує роботу скрипторій. Відвідувачі, використовуючи чорнила, туші, фарби, ручки з пір'ям, пензлики, можуть відтворити роботу давніх художників книги і писарів.
Значна частина експозиції музею присвячена друкарству. У музеї представлені верстати для відливання шрифтів різних часів: розливні машини, лінотипи, монотипи, а також давні друкарські машинки. Також розповідається й про інші техніки друкування: ксилографія, друкування з мідних пластин, літографія, друкування зі сталі. Працівники музею демонструють відливку шрифтів з розплавленого гарту в ручному словолитному приладі окремих літер. Далі з цих шрифтів набираються форми листівок, Бюлетеня музею, подарункових конвертів, рекламної продукції. За допомогою цих форм різноманітні ручні верстати, починаючи від копії верстата Ґутенберга, здійснюють друк окремих аркушів. Це можуть робити і відвідувачі музею.
Окрема експозиція розповідає про ручне інтроліґаторське мистецтва (палітурництво). У бібліотеці можна ознайомитися з фаховими виданнями.

## Галерея

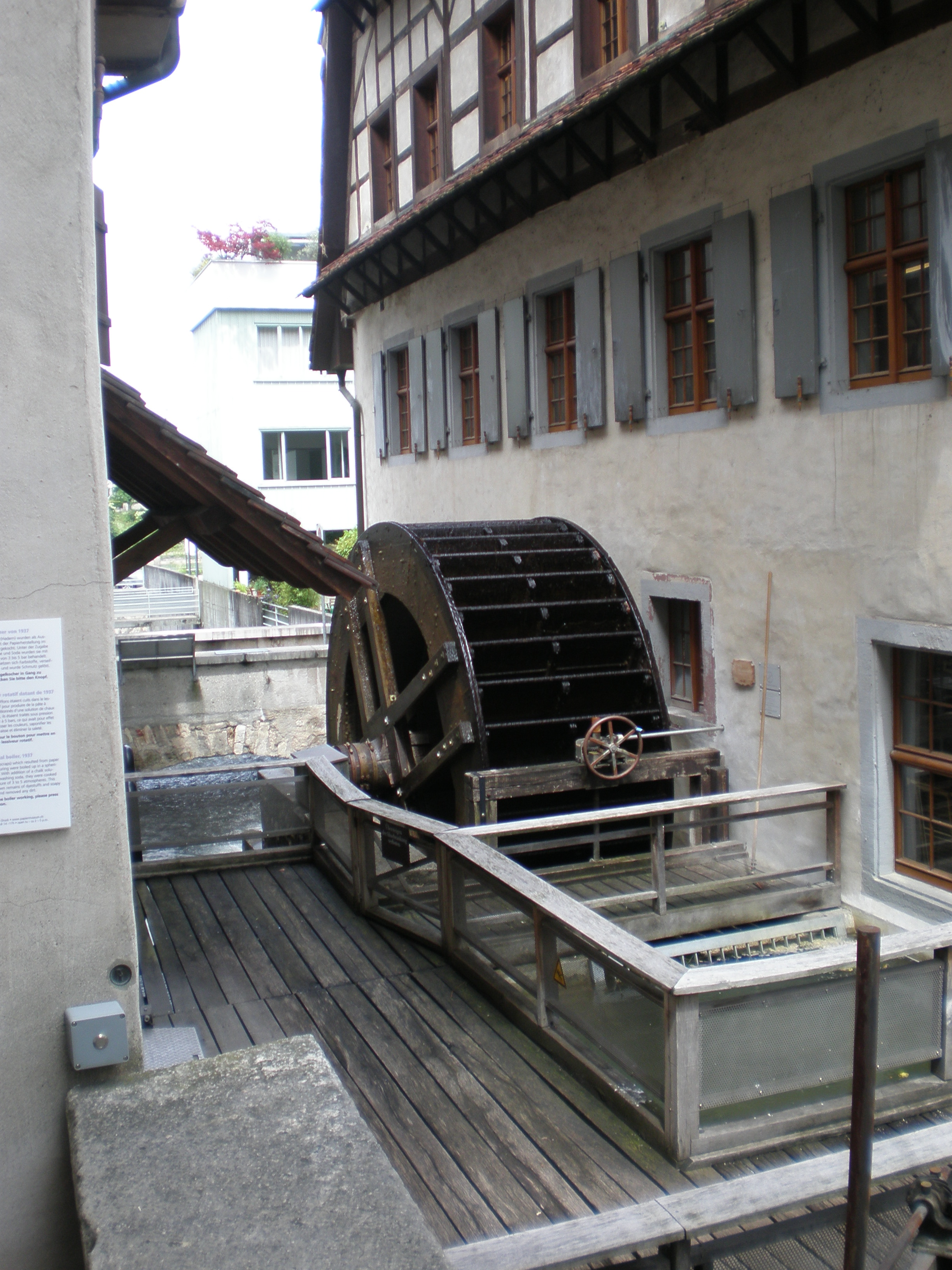
Колесо млина
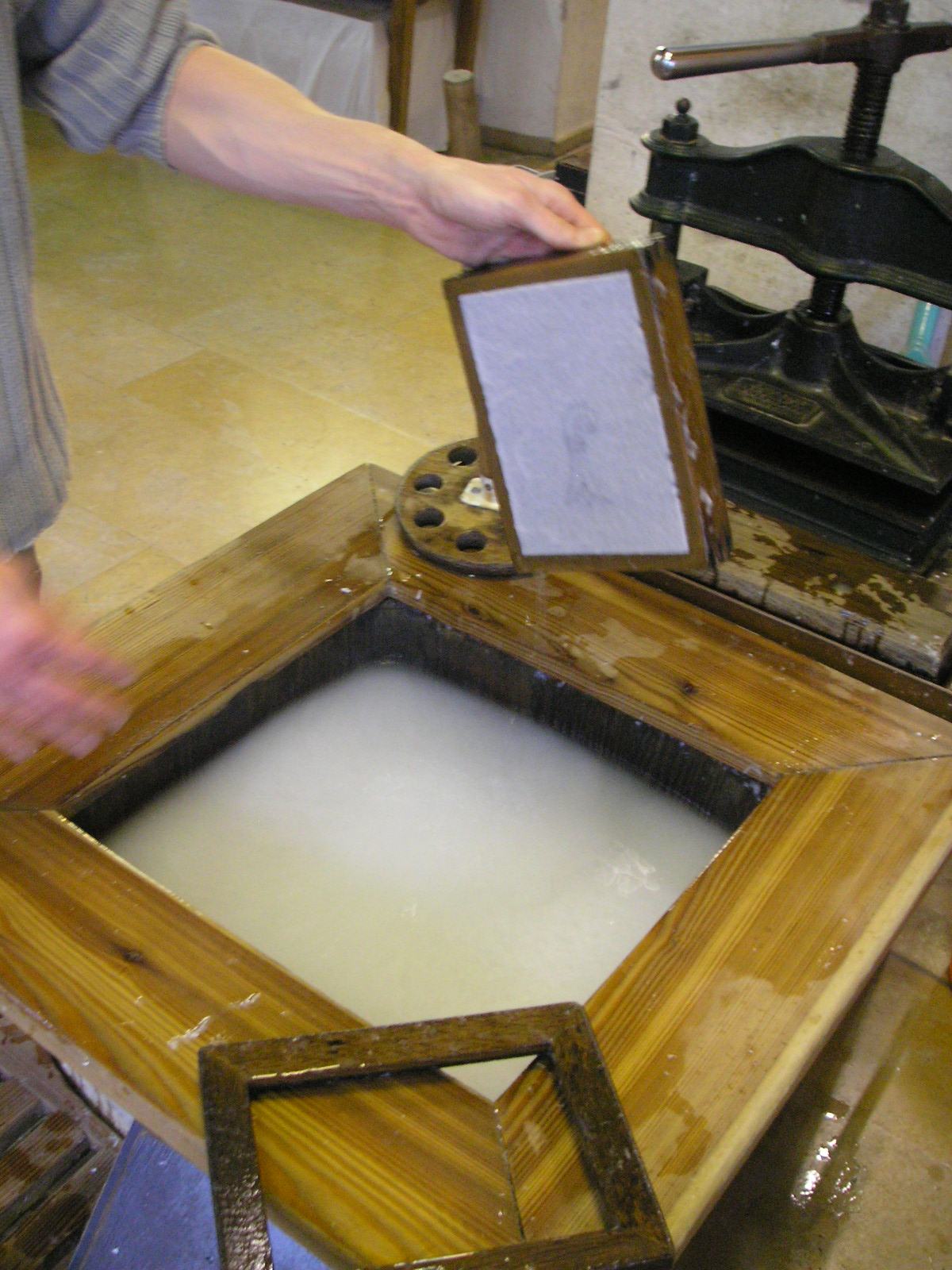
Виробництво паперу
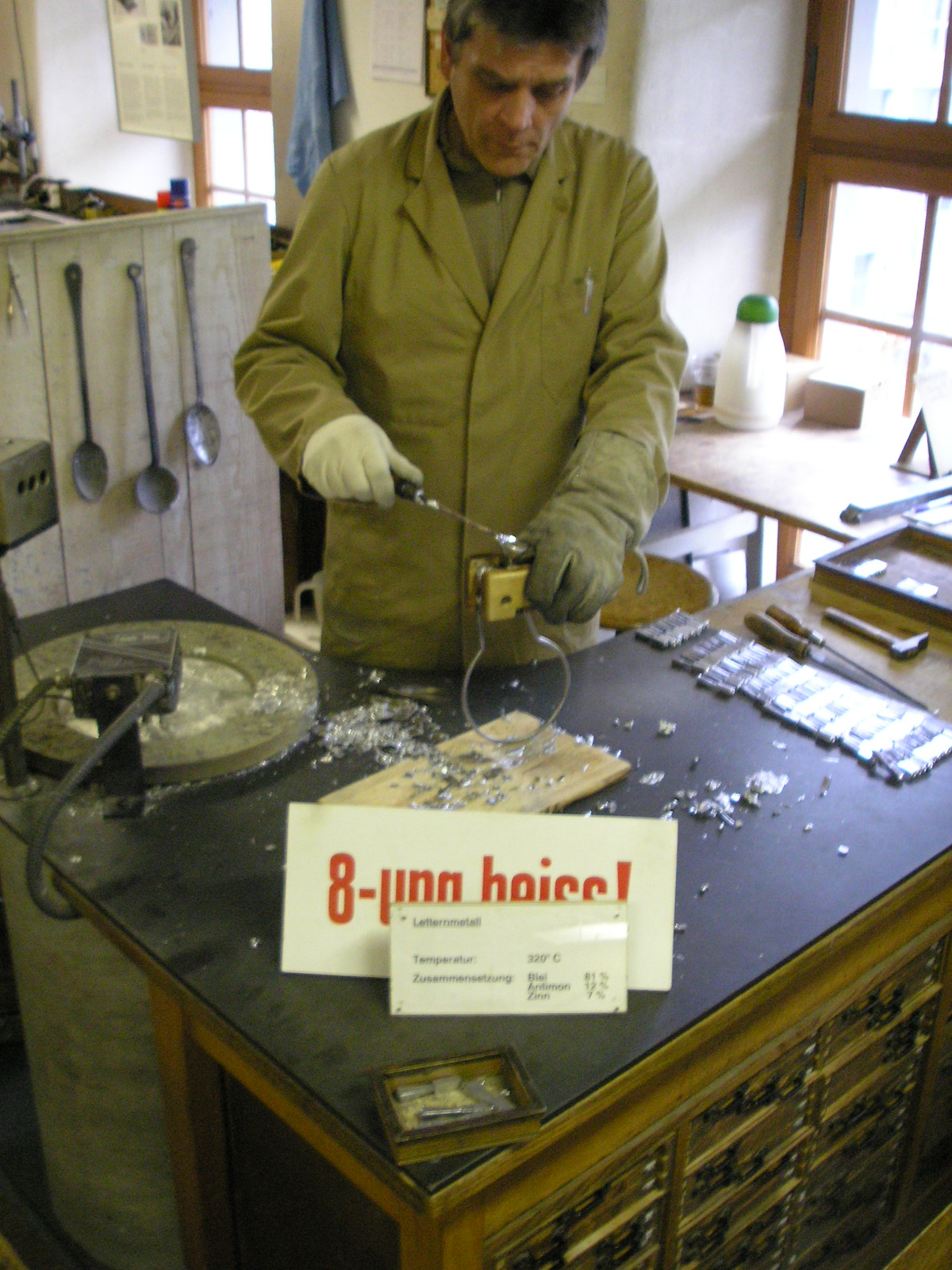
Відливка шрифтів
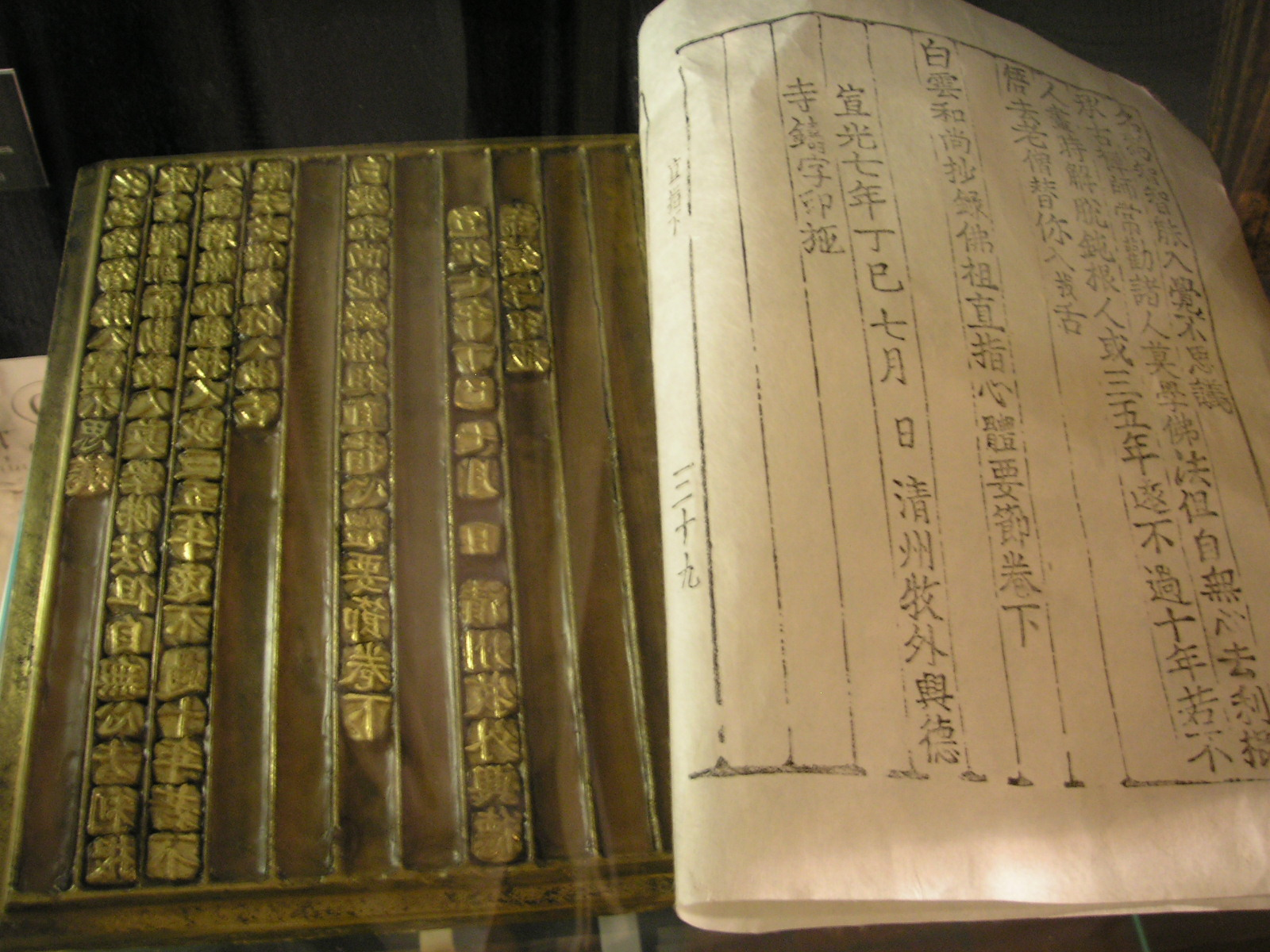
Друкарська форма